# Barbara Finck-Beccafico
Barbara Finck-Beccafico (née à Paris en 1987), est une artiste audio-visuelle. Elle obtient une maîtrise en composition et en création sonore de l'université de Montréal en 2021. 

## Biographie
Dans son travail, Barbara Finck-Beccafico « joue sans cesse avec la dualité qui, en de nombreux domaines, joue entre rejet et fascination, entre le sentiment d'être enfermé et celui d'être hypnotisé. Le montage entre images et sons conduit le spectateur à transformer le son en visible, le visible en palpable, le palpable en conscience: le travail de l'artiste l'a conduit à proposer une immersion sensorielle totale. »
Elle a été co-présidente du label québécois Poulet Neige de 2011 à 2017,,.

## Expositions
Installation multi-sensorielle immersive Conscience, Nuit Blanche de Paris, 2016, Nuit Blanche de Montréal 2016.

## Festivals
- Symposium international d'électroacoustique de Toronto 2016[6]
- Venice Electroacoustic Rendez-Vous 2017, Venise, Italie[7],[8]
- Festival de Petite-Vallée, 2016 Petite-Vallée, Québec, Canada[9],[10]
- Network Music Festival 2020[11]
- RIPA 2022, Montréal, Québec[12]
- NYCEMF 2022, New York, États-Unis[13]
- 60 secondes radio[14]
- Re Fest 2022 Seoul[15]
- CIRMMT, avril 2023[16]
- Turn Up 2023[17]

## Prix et distinctions
- Bourse Desjardins x SAT 2022, Montréal, Québec[18]
- Conseil d'administration, SQRM (société québécoise de recherche en musique), 2011-2015[19]

## Discographie
- 2012 : Samudaya (EP)[20]
- 2013 : Marga (EP)[21],[22]